# Gente que no
«Gente Que No» es el primer sencillo de la banda rastapunk argentina Todos Tus Muertos. Fue lanzado como simple promocional para las radios en 1988 por el sello RCA. En el año 2002 la revista Rolling Stone y la cadena MTV la ubicaron en el puesto #97 de Las 100 canciones más destacadas del rock argentino. En 2007 fue considerada por la página Rock.com.ar como la 99° mejor canción del rock argentino de la lista de Las 100 de los 40.

## Historia
Una de las primeras canciones de la banda, escrita durante su formación en 1985. La letra fue escrita por Jorge Serrano (guitarrista rítmico y cantante por aquel entonces), y la música compuesta por Felix Gutierrez y Horacio "Gamexane", inspirados por el grupo punk inglés The Clash.
Antes de firmar con RCA, la banda había publicado su primer demo grabado en vivo Noches agitadas en el cementerio, producido por Daniel Melingo, y fueron editadas unas pocas copias lanzadas independientemente. Estas rarísimas copias están entre los discos más buscados por los coleccionistas de la banda.
Tras la partida de Serrano, y la llegada de Fidel Nadal como cantante fijo, la letra fue modificada haciéndola más corta, y se le agregó la frase final "Querés ser policía! querés ser policía! querés ser policía! querés ser policía!... Yo no".
La segunda edición fonográfica se da en el primer disco de estudio de Todos Tus Muertos, titulado homónimamente.  El simple promocional incluyó como Lado B "Tango Traidor", la cual también fue escrita por Jorge Serrano junto con Felix Gutierrez.  Desde entonces, la canción ha sido tocada en la mayoría de los recitales de la banda. 
La tercera aparición fonográfica de Gente que no se da en 1995 cuando TTM graba un disco en vivo en Cemento (discoteca) para conmemorar sus primeros diez años de trayectoria. Se edita en 1996 bajo el título Argentina te asesina cuya portada tiene como fondo un collage compuesto por un centenar de retratos fotográficos de personas desaparecidas durante la última dictadura cívico-militar de Argentina. 
En 2010, Attaque 77 versionó esta canción en vivo para el programa "Rock N Roll Swinger" de la emisora Rock & Pop, y luego el 27 de julio de 2012 en el teatro Vorterix junto a Pablo Molina y Felix Gutierrez homenajeando a Horacio "Gamexane".
Damas Gratis y Fidel Nadal, lanzaron en junio de 2017 un sencillo en formato exclusivamente digital de una nueva versión de Gente que no en clave cumbia villera,  la cual tuvo muy buena recepción en las plataformas digitales de música y audiovisuales por streaming.

## Músicos
Todos Tus Muertos
- Fidel Nadal - Voz líder.
- Horacio "Gamexane" Villafañe - Guitarra.
- Félix Gutierrez - Bajo.
- Cristian Ruiz - Batería.

Colaborador
- Sergio Rotman - Saxofón.

## Versión de Los Auténticos Decadentes
En 1997, Todos Tus Muertos grabó a dueto con Los Auténticos Decadentes esta canción para el compilado Silencio = Muerte: Red Hot + Latin, siendo la primera vez que Jorge Serrano toca con TTM en casi diez años aunque como invitado. Luego en ese mismo año apareció en el álbum de Todos Tus Muertos Subversiones. 
En 2009 esta versión aperce en el compilado Lo Mejor de lo Peor. También, Los Auténticos Decadentes incluyeron esta versión en el compilado Los reyes de la canción de 2001, además de su aparición en su álbum en directo 12 Vivos en 2004. Por último, en 2006 su compañía edita un CD doble retrospectivo de toda su carrera donde también lo incluyeron, titulado Obras Cumbres.

## Músicos
Todos Tus Muertos
- Fidel Nadal - Voz.
- Pablo Molina - Voz y coros.

Los Auténticos Decadentes
- Gustavo "Cucho" Parisi - Voz.
- Jorge Serrano - Voz.
- Diego "Cebolla" Demarco - Voz y guitarra.
- Gustavo "Nito" Montecchia - Guitarra.
- Pablo "Chevy" Armesto - Bajo.
- Mariano "Negro" Franceschelli - Batería.
- Martín "Mosca" Lorenzo - Timbales.
- Gastón "Francés" Bernardou - Percusión
- Pablo "Flaco" Rodríguez - Saxo y sicu.
- Daniel "La Tierna" Zimbello - Trombón.
- Guillermo "Capanga" Eijo - Trompeta.
- Claudio "Brother" Carrozza - Teclados.[4]